# Cloverfield
Série Cloverfield
10 Cloverfield Lane
(2016)
Pour plus de détails, voir Fiche technique et Distribution.
Cloverfield est un film américain réalisé par Matt Reeves et sorti en 2008. Écrit par Drew Goddard, le film relate l'histoire d'un monstre inconnu ravageant la ville de New York, dans laquelle Rob Hawkins et ses amis tentent de survivre. Les acteurs principaux du film sont Michael Stahl-David, Mike Vogel, Jessica Lucas, Lizzy Caplan (nommée pour le Saturn Award de la meilleure actrice dans un second rôle), T. J. Miller et Odette Yustman.
À sa sortie, le film est un grand succès commercial et obtient de très bonnes critiques de la part de la presse spécialisée et des spectateurs. Il engendre la création d'une franchise qui donne lieu à deux « suites » : 10 Cloverfield Lane (2016) et The Cloverfield Paradox (2018). Un 4e film, Overlord, initialement prévu comme faisant partie de l'univers Cloverfield, a finalement été annoncé comme étant un film indépendant. Une suite à la franchise est en développement.

## Synopsis
New York, 22 mai 2009. Une quarantaine de jeunes gens en fin d'études organisent une fête pour le départ d'un des leurs pour le Japon, Robert « Rob » Hawkins. L'action est au départ centrée sur Jason Hawkins (le frère de Rob), Lily Ford, Hudson Platt (celui qui filme avec un caméscope la soirée), Marlena Diamond et Beth McIntyre, l'ex-petite amie de Rob. Au cours de la soirée, tandis que la fête bat son plein, l'immeuble dans lequel ils se trouvent est fortement ébranlé par une brusque secousse. Intrigués, quelques convives descendent dans la rue pour s'enquérir de ce qui se passe. Un coup sourd se fait alors entendre… et la tête de la statue de la Liberté vient se fracasser violemment au milieu de la rue. En quelques minutes, Manhattan devient le théâtre d'une attaque aussi effroyable que destructrice. Une gigantesque créature digne d'un kaiju envahit la ville, qui sombre dans le chaos.
Rob, qui veut retrouver Beth, part à sa recherche avec Lily, Marlena et Huth, à travers New York, dévastée par la créature monstrueuse. Entretemps, l'armée américaine, qui s'est déployée en masse, ne parvient pas à tuer le monstre malgré l'utilisation d'armes de plus en plus puissantes (mitrailleuses lourdes, lance-roquettes, chars, artillerie, hélicoptères d'attaque, avions de combat, bombardier B-2).
Une solution radicale est donc prise par l'armée : à l'aube, New York sera complètement bombardée afin d'en finir avec le monstre, et ce, malgré la présence de nombreux survivants demeurés dans la ville, dont Rob et ses amis. Pour eux, une course contre la montre est engagée.
Après maintes péripéties, Rob et Beth, les seuls survivants du groupe, se réfugient sous une arche de Central Park afin d'enregistrer en vidéo un dernier message d'adieu, mais les sirènes retentissent et les bombes tombent sur Central Park avant qu'ils terminent leur message. La séquence se termine sur les cris de Rob et Beth ainsi que de la créature, la caméra étant recouverte par les débris.
La vidéo dévoile cependant une séquence de Rob et Beth à Coney Island le 27 avril où l'on peut apercevoir quelque chose tomber dans l'océan au loin. Le film se termine par un zoom sur Rob et Beth, Beth disant « J'ai passé une bonne journée. »
Juste après la fin du générique du film, on peut entendre un message difficilement compréhensible disant « Help us » (« Aidez-nous »), mais joué à l'envers il dit  « It's still alive » (« Il est toujours vivant »)   [Information douteuse].

## Fiche technique
- Titre : Cloverfield
- Réalisation : Matt Reeves
- Scénario : Drew Goddard
- Décors : Robert Greenfield
- Costumes : Ellen Mirojnick
- Photographie : Michael Bonvillain
- Montage : Kevin Stitt (en)
- Production : J. J. Abrams et Bryan Burk
- Sociétés de production : Bad Robot Productions et Paramount Pictures
- Société de distribution : Paramount Pictures
- Budget : 25 millions de dollars
- Pays d'origine :  États-Unis
- Langue originale : anglais
- Format : Couleur - 35 mm - 1,85:1 - SDDS/DTS / Dolby Digital
- Genres : catastrophe, science-fiction, faux documentaire found footage, drame
- Durée : 85 minutes
- Dates de sortie :
  - États-Unis : 16 janvier 2008 (première mondiale à Hollywood)
  - États-Unis / Canada : 18 janvier 2008
  - France / Belgique : 6 février 2008
  - Suisse : 13 février 2008

## Distribution
- Michael Stahl-David (VF : Nessym Guetat ; VQ : Antoine Durand) : Robert « Rob » Hawkins
- T. J. Miller (VF : Alexis Victor ; VQ : Martin Watier) : Hudson « Hud » Platt
- Jessica Lucas (VF : Alice Taurand ; VQ : Aline Pinsonneault) : Lily Ford
- Odette Yustman (VF : Cécile d'Orlando ; VQ : Bianca Gervais) : Elisabeth « Beth » McIntyre
- Lizzy Caplan (VQ : Violette Chauveau) : Marlena Diamond
- Mike Vogel (VF : Tristan Petitgirard ; VQ : Hugolin Chevrette) : Jason Hawkins
- Ben Feldman (VQ : Sébastien Reding) : Travis Marello
- Billy Brown : Sergent Pryce
- Chris Mulkey (VQ : Benoit Rousseau) : Lieutenant-Colonel Graff
- Brian Klugman (VQ : Patrice Dubois) : Charlie
- Theo Rossi (VQ : Philippe Martin) : Antonio
- Kelvin Yu (en) : Clark
- Liza Lapira : Heather
- Lili Mirojnick : Lei
- Charlyne Yi : une invitée de la fête
- Matt Reeves : la voix messagère à la fin
- Tim Griffin : un officier au centre de commande

Sources et légende : version française (VF) sur RS Doublage et AlloDoublage. version québécoise (VQ) sur Doublage Québec

## Production
D'après David Fury, ce sont des recherches effectuées sur l'origine du bloop qui auraient inspiré J. J. Abrams. Le bloop est un son d'ultra-basse fréquence, détecté dans l'océan Pacifique par le National Oceanic and Atmospheric Administration (NOAA) à plusieurs reprises durant l'été 1997, et dont l'origine reste aujourd'hui inconnue. Un premier projet de série télévisée fut abandonné en décembre 2005 au profit d'un film. Dès les premières secondes du film, au moment où apparaît le nom de la Paramount, on entend des coups sourds.
En février 2007, Paramount Pictures lance secrètement le projet Cloverfield, produit par J. J. Abrams, réalisé par Matt Reeves et scénarisé par Drew Goddard d'après une idée initiale de J. J. Abrams. Le casting est conduit sans qu'aucun script ne soit envoyé aux candidats, et ce sont des acteurs inconnus qui sont choisis. Leur contrat leur interdit de révéler quelque information que ce soit au sujet du film. Avec un budget de production estimé à 25 millions de dollars, le tournage commence mi-juin 2007 à New York.

## Accueil

### Promotion
Paramount Pictures avait entrepris une campagne de marketing viral pour promouvoir le film
La première bande-annonce ne dévoilait que le nom de J. J. Abrams, alors connu comme créateur de la série Lost, et la date de sortie, mais pas le titre du film. Plusieurs faux titres alors ont circulé :
- France : 
  - 06-02-08 (date de sortie)
- États-Unis : 
  - 1-18-08 (date de sortie)
  - Cheese (faux titre)
  - Clover (faux titre)
  - Slusho (faux titre)

Le Projet 08/08/08 est le nom donné au film pour sa sortie en DVD (la date de sortie étant le 8 août 2008). Cette sortie a été accompagnée d'une série de six vidéos mettant en action des situations catastrophes filmée caméra à la main, de la même façon que Cloverfield. Ces vidéos ont été lancées sur Internet un mois avant la sortie du DVD et ont contribué à entretenir le mystère autour du film.

### Accueil critique
Sur l'agrégateur américain Rotten Tomatoes, le film récolte 77 % d'opinions favorables pour 209 critiques. Sur Metacritic, il obtient une note moyenne de 64⁄100 pour 37 critiques.
En France, le film obtient une note moyenne de 3,6⁄5 sur le site Allociné, qui recense 24 titres de presse.

### Box-office
Cloverfield est distribué dans 3 411 salles de cinéma le 18 janvier 2008 et a rapporté un total de 16 930 000 $ le jour de sa sortie aux États-Unis et au Canada. Il a rapporté 40,1 millions de $ le week-end de sa sortie, ce qui était à l'époque la sortie la plus réussie du mois de janvier (record depuis détenu par Mise à l'épreuve en 2014 avec un week-end de 41,5 millions de $). De plus, le film a battu simultanément Titanic et La Chute du Faucon noir pour avoir été les plus grosses recettes du week-end du Martin Luther King Day et du week-end d'ouverture. Dans le monde, il a rapporté 172 394 180 $, dont 80 048 433 $ sur le territoire américain, ce qui en fait le premier film de 2008 à rapporter plus de 100 millions de dollars. Au Japon, le film a occupé la première place du classement du box-office pendant une semaine avant que la sortie de Kamen Rider Den-O & Kiva: Climax Deka ne prenne la première place lors de son premier week-end.
En France, le film sort dans 429 salles le 6 février 2008 et prend la deuxième place du box-office la semaine de sa sortie avec 410 455 entrées. Il finit son exploitation avec 839 031 entrées.

## Distinctions
- Saturn Award 2008 du meilleur film de science-fiction, décerné par l'Academy of Science Fiction, Fantasy and Horror Films.
- Internet Film Critics Society Awards, prix du Most Experimental Film.
- American Society of Composers, Authors and Publishers : Michael Giacchino.
- 3e place dans le « Top ten 2008 » des journalistes des Cahiers du cinéma[16].

### Le monstre

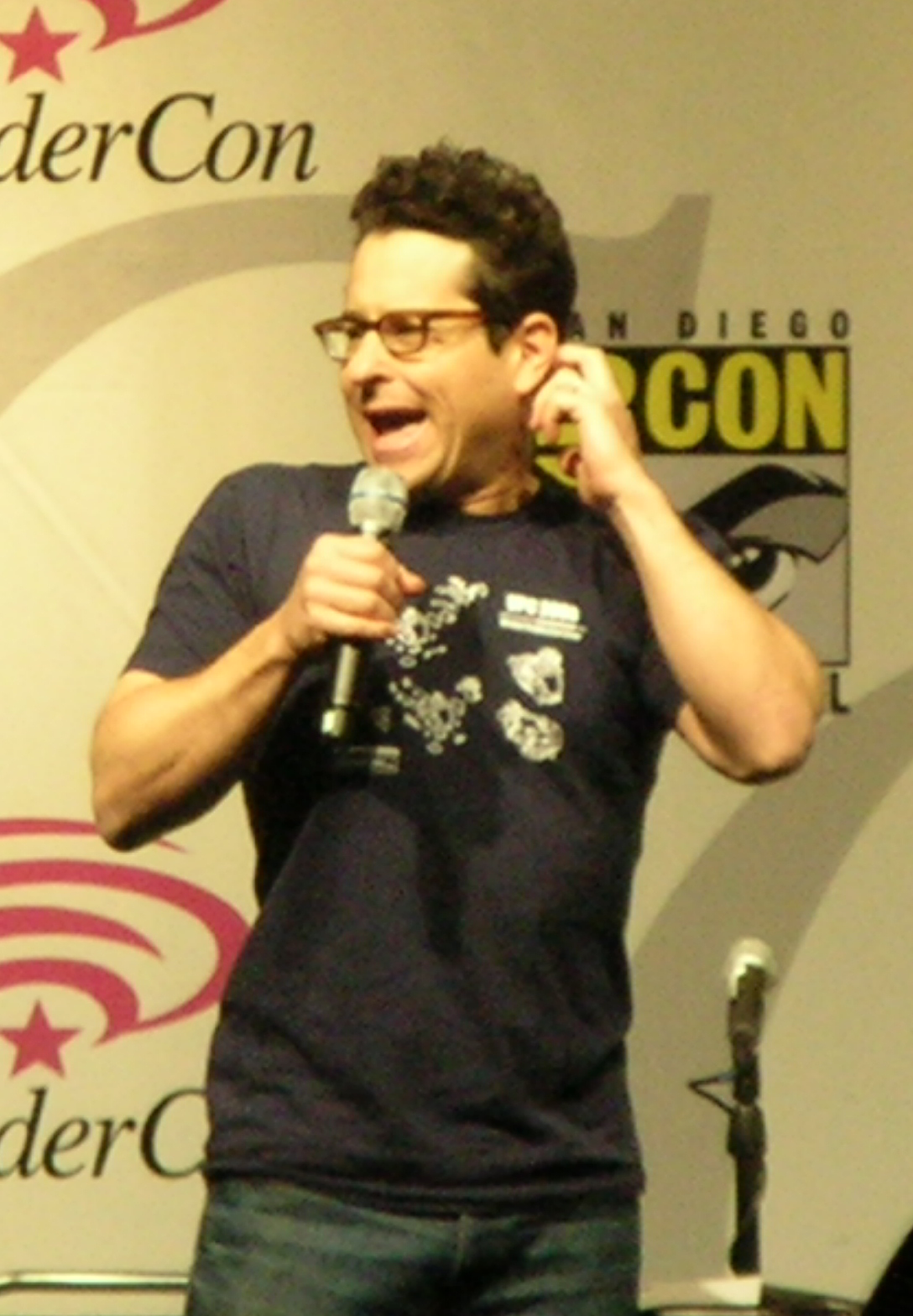
Le producteur du film J. J. Abrams, au Anaheim WonderCon 2009.

## Analyse